# Estero Colpas
Estero Colpas är en flod i Bolivia, på gränsen till Chile. Den är belägen i västra delen av landet, 500 km väster om huvudstaden Sucre och mynnar ut i Uchusumafloden.
Omgivningen kring Estero Colpas är i huvudsak ett öppet busklandskap och området är mycket glesbefolkat, med 4 invånare per kvadratkilometer.